# Nitrato amónico cálcico
El nitrato amónico cálcico, también conocido como nitrocaliza, es un fertilizante inorgánico ampliamente utilizado, que representó el 4% de todos los fertilizantes nitrogenados utilizados en el mundo en 2007.

## Producción
El término "nitrato amónico cálcico" se aplica a múltiples formulaciones diferentes, pero estrechamente relacionadas. Una variedad de nitrato amónico cálcico se elabora añadiendo piedra caliza en polvo al nitrato amónico; otra versión, totalmente soluble en agua, es una mezcla de nitrato cálcico y nitrato amónico, que cristaliza como una sal doble hidratada:{\displaystyle {\ce {5Ca(NO3)2-NH4NO3-10H2O.}}}
El consumo de nitrato amónico cálcico fue de 3,54 millones de toneladas en 1973/74, 4,45 millones de toneladas en 1983/84 y 3,58 millones de toneladas en 1993/94. La producción de nitrato amónico cálcico consumió el 3% de la producción mundial de amoniaco en 2003.

## Propiedades físicas y químicas
El nitrato amónico cálcico es higroscópico. Su disolución en agua es endotérmica, por lo que se utiliza en algunas compresas frías instantáneas.

## Uso
La mayor parte del nitrato amónico cálcico se utiliza como fertilizante. El  nitrato amónico cálcico usado como fertilizante contiene aproximadamente un 8% de calcio y un 21-27% de nitrógeno. See utiliza preferentemente en suelos ácidos, ya que acidifica menos el suelo que muchos de los fertilizantes nitrogenados habituales. También se utiliza en lugar del nitrato amónico cuando éste está prohibido.
El nitrato amónico cálcico se utiliza en algunas compresas frías instantáneas como alternativa al nitrato amónico.
El nitrato amónico cálcico se ha utilizado en explosivos improvisados. No se utiliza directamente, sino que primero se convierte en nitrato de amonio; "Más del 85% de los artefactos explosivos improvisados utilizados contra las fuerzas estadounidenses en Afganistán contienen explosivos caseros, y de ellos, alrededor del 70% están fabricados con nitrato de amonio derivado del nitrato amónico cálcico". El nitrato amónico cálcico y otros fertilizantes fueron prohibidos en la división de Malakand y en Afganistán a raíz de los informes sobre su uso por militantes para fabricar explosivos. Debido a estas prohibiciones, "el clorato potásico -el material que hace que las cerillas prendan fuego- ha superado al fertilizante como explosivo preferido por los insurgentes".